# Anna Noring
Anna Maria Noring, född 10 augusti 1873 i Bjurholms församling, Västerbottens län, död 1 november 1962 i Skellefteå Sankt Olovs församling, Västerbottens län, var en svensk ämneslärare och rösträttsaktivist. Hon var verksam i kampanjen för införandet av kvinnlig rösträtt i Sverige, och ordförande för Föreningen för kvinnans politiska rösträtt i Skellefteå 1911–1912. 